# Linum empetrifolium
Linum empetrifolium är en linväxtart som först beskrevs av Heinrich Wilhelm Schott, Amp; Ky. och Pierre Edmond Boissier, och fick sitt nu gällande namn av John Jefferson Davis. Linum empetrifolium ingår i släktet linsläktet, och familjen linväxter. Inga underarter finns listade i Catalogue of Life.